# シュクデン
シュクデン (英: Shugden、蔵: shugs ldan) は、チベット仏教の最大宗派ゲルク派の僧侶らによって17世紀以来広く祀られてきた護法尊である。シュクデンという名は「力をもつ者」の意である。伝承によれば、ダライ・ラマ5世の時代、同僚に陥れられて無実を主張するために白いカタ (en:Khata) を口に詰めて窒息死した高僧の怨霊を鎮めるため、これを神として祀ったものであるという。ドルジェ・シュクデン (Dorje Shugden、蔵: rdo rje shugs ldan) またはドゲル、ドルギェル (Dolgyal、蔵: dol rgyal) とも呼ばれる。
もとは怨霊神であるシュクデンの修法には反社会的面があり、シュクデンを護法神として祀ってきた、ゲルク派内部において自派の伝統を保持しようとする保守派勢力は、400年近くにわたってニンマ派を弾圧するとともに、ニンマ派に寛容な内部勢力を粛清する活動を行ってきた。このことが、2010年代現在まで尾を引く宗教と政治の両面における問題となっている。シュクデン信仰を自ら放棄したダライ・ラマ14世は、1997年、この信仰の否定を公式に表明した。現在、シュクデンを祀ることはチベット亡命政府によって批判されている。それに対し、シュクデン派は欧米において独自の活動を行うとともに、ダライ・ラマ14世とチベット亡命政府に真っ向から対立している。

## 起源

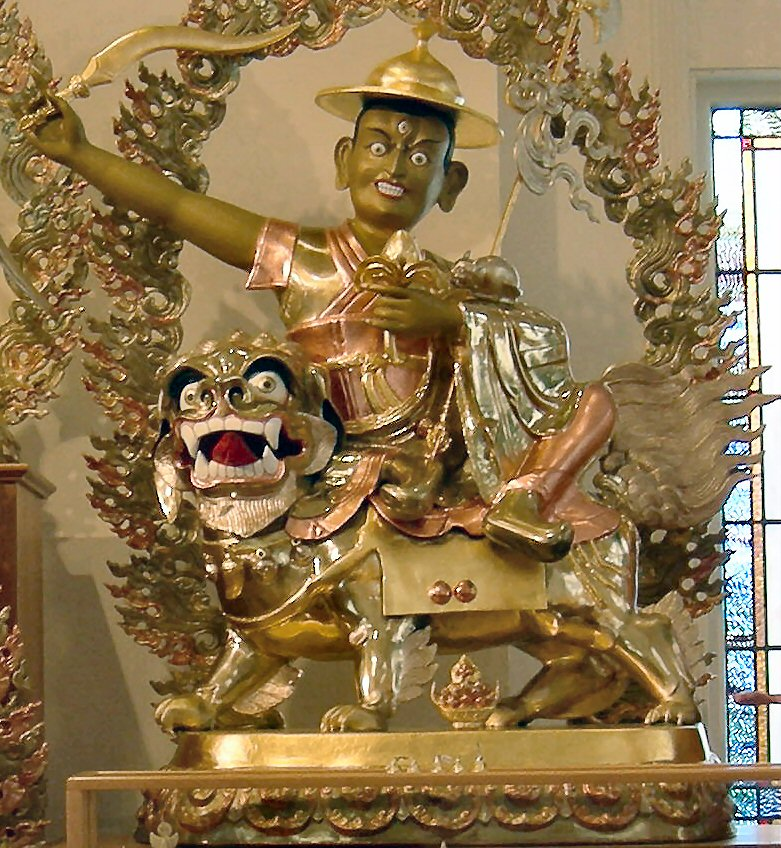
ドルジェ・シュクデン

17世紀半ば、ニンマ派をはじめとする他宗派との協調関係を基礎にして全チベットを平定しようとするニンマ派の旧家出身のダライ・ラマ5世陣営と、それに反対するゲルク派保守派陣営は、政治および宗教上の深刻な対立関係に陥っていた。長い内戦の末、最終的には、グーシ・ハーン率いるホシュート部勢力を背景にしたダライ・ラマ5世側が勝利して、ガンデンポタン政権を樹立した。その際、宣託神ネーチュンを含むニンマ派の教義を政府の公式な儀礼体系に組み込み、ミンドルリン寺、ドルジェタク寺、ゾクチェン寺のようなニンマ派の大寺院建設を全面的に支援したことがゲルク派保守派の反発を呼んだ。そのような対立のなかで、保守派の代表的な高僧トゥルク・タクパ・ギェルツェンが早世し、死因に嫌疑がかけられた。ゲルク派の保守派は、タクパ・ギェルツェンはダライ・ラマ5世側の陰謀によって殺害されたと主張した。ダライ・ラマ5世は、タクパ・ギェルツェンの慰霊堂を建立して土地神シュクデンを守護神とし、サキャ派に管理を委託した。ゲルク派の保守層の一部が、このシュクデンこそがタクパ・ギェルツェンの生まれ変わった姿であり、ゲルク派の教義の純粋性を守る守護神であるとみなしてカルト化したため、ダライ・ラマ5世は一転してこれを否定した。これ以後、シュクデンはゲルク派の保守派のセクト主義活動のシンボルとなった。

## 近現代
ダライ・ラマ5世の死後、摂政サンギェ・ギャツォは、反対陣営の復権を恐れてダライ・ラマの死を隠匿し、ひそかにミンドルリン寺座主テルダク・リンパの家系からダライ・ラマ6世ツァンヤン・ギャツォを選出して教育を行った。その当時、ダライ・ラマ五世に敵対する陣営が招き入れたジュンガル部勢力の侵攻によって、中央チベットの主要なニンマ派寺院はすべて破壊され、ミンドルリンのロチェン・ダルマシュリーをはじめとする高僧たちが処刑された。ダライ・ラマ6世ツァンヤン・ギャツォは不品行を口実に追放され死亡、ホシュート部の首長ラプサン・ハンによって新たに対立ダライ・ラマ6世イェシェ・ギャツォが擁立された（対立ダライ・ラマ6世）ものの、チベット人の支持を受けることはできなかった。
ダライ・ラマ7世の時代以降は、シュクデンを支持する保守陣営が完全に復権したため、ガンデンポタン政府の公式宗教儀礼からニンマ派の要素が取り除かれた。それ以降12世までのダライ・ラマはニンマ派の教義を修行することはなかったため、シュクデン問題が表面化することはなかった。ただし、ダライ・ラマ9世から12世は、成人し政権の座につく20歳前後に夭折していて、政治的謀略で毒殺されていたとの疑惑がたびたび指摘されている。この期間にゲルク派はシュクデンを旗印に武力行使を含む強硬手段を用いてチベットの支配を確固たるものとした。
ダライ・ラマ13世 (1876-1933) は、暗殺を逃れて成人を迎え、政権の座に就くことができた。ダライ・ラマ13世はダライ・ラマ5世の真の後継者をもって自ら任じ、シュクデン崇拝を批判したうえで、ニンマ派の教えも受けて、全チベットの統一を図り近代化政策を進めた。当時のゲルク派の代表的な学僧であったパボンカ・デチェン・ニンポ (1878-1941) は、ダライ・ラマ13世の死後、シュクデン供養の修法について儀礼体系を整備し奨励するとともに、ニンマ派弾圧を強化した。具体的にはニンマ派の寺を強制的にゲルク派に改宗させ、グル・リンポチェ（パドマサンバヴァ）の像を破壊し、高僧たちを暗殺していた。また、ダライ・ラマ13世の進めた近代化政策を押し戻した。
パボンカの一番弟子であったティジャン・リンポチェ (1901-1983) は、ダライ・ラマ14世の直属の教師となり、ゲルク派内で最も影響力のあるラマとなった。パボンカの遺志を引き継ぎ、若きダライ・ラマや他の僧侶たちにゲルク派の教義の純粋性を保持することの重要性を強調した教育を行い、シュクデン供養の修法をも積極的に奨励した。
1970年代半ばには、ティジャン・リンポチェの弟子のゼメ・リンポチェ (1927-1996) がティジャン・リンポチェからの聞き書きを元に『黄史』と題するシュクデンの歴史書を著して出版した。そのなかでは、「ニンマ派の修行を行いゲルク派の教義の純粋性を損なおうとする者はシュクデンの祟りによって早死にする」という主張とともに、パンチェン・ラマ8世など数々のラマの事例が挙げられており、ゲルク派の保守勢力が400年近くにわたって呪術的な手法で粛清を継続的に行っていたことを自認している。

## 現在進行中の問題

### ダライ・ラマ14世による批判
『黄史』の出版を受けて、ダライ・ラマ14世は、自身が過去にシュクデン崇拝に関与していたことが誤りであり、自らシュクデン供養を止めたことを公表した上、ゲルク派三大寺院をはじめとする宗派内での公式な儀礼でシュクデンの供養を行わないよう求めた。かわりにダライ・ラマ5世に倣って、自身の直轄寺院ナムギャル寺の儀礼体系にニンマ派の儀礼を大幅に組み込んだ。その後も、自らゾクチェンをはじめとするニンマ派の修行を積極的に行っていることを公言している。
1997年にダラムサラの路上で、仏教論理学院の学長を務めていた高僧のゲシェ・ロプサン・ギャンツォほか僧侶2名が惨殺された。チベット亡命政府、およびインド警察は、脅迫状などの証拠からシュクデン信奉者による暗殺だと認めた。これをきっかけに、ダライ・ラマ14世とチベット亡命政府は、シュクデン崇拝を非難する公式声明を再度発表した。
2007年、ダライ・ラマが南インド・カルナータカ州マイソール郡バイラクッペにある亡命キャンプを訪問した際に、セラ寺メー学堂がシュクデン崇拝を中止しないため、セラ寺ジェ学堂との完全分離を命じた。それがきっかけになり、セラ寺の周囲でシュクデン崇拝者グループと反対グループの間に暴力闘争が起こり、長期間にわたってすべての公式行事が中止され、セラ寺が6ヶ月にもわたりカルナータカ州警察の管理下におかれた。

### シュクデン崇拝者の活動
シュクデンの修練の重要性を説いているチベット人の僧も存在しており、現在でも、ガンデン寺、デプン寺、セラ寺の一部の学堂においてシュクデンの修錬は引き続き行われている。
また、ティジャン・リンポチェの高弟、ゲシェ・ケルサン・ギャツォ(Geshe Kelsang Gyatso)はシュクデン支持を強硬に主張し続け、所属していたセラ寺からは追放されたものの、1976年にイギリスでニュー・カダンパ・トラディションという、ゲルクの主流派から独立した宗教団体を設立し、活動を広げた。
また、欧米においてシュクデン支持を主張して大々的なデモ活動を行っている大きな団体として、ウエスタン・シュクデン・ソサエティーがあり、彼らはインターネットやダライ・ラマ14世の外遊先などで反ダライ・ラマ・キャンペーンを大々的に繰り広げている。
彼らは、国際的人権保護団体アムネスティ・インターナショナルに、基本的人権である宗教の自由が不当に侵害されていると訴えたが、調査の結果、拷問、不当逮捕、死刑などの事実は全く見つからなかったとして1998年に却下されている。
ダライ・ラマが訪問する諸国のいく先々で「反ダライ・ラマのデモ」を組織していた国際団体「国際シュクデン共同体」(the International Shugden Community, ISC)は、ロイター通信に「中国共産党の支援を受けていた」ことを暴露された途端、活動の停止と解散を発表した。

## 論点

### ダライ・ラマがシュクデン崇拝を非難する根拠
ダライ・ラマ14世は1999年9月6日に海外メディアからの質問に対して、
- ダライ・ラマ5世、13世がシュクデンを非難しているため、転生者として追従している。
- シュクデン信奉者の強硬なセクト主義が、宗派間の調和を重視する超宗派的精神に反する。
- シュクデン信仰自体が、チベット仏教を怨霊崇拝のレベルにおとしめるものである。

と三項目にわけて非難の根拠を説明している。
また、ダライ・ラマ14世やチベット亡命政府は、中国政府が、チベット本土内、インド・ネパールの亡命チベット人社会、そして欧米に広まったシュクデン信奉者グループを買収し、政治的工作に利用していると主張している。

### シュクデン崇拝者の反論
シュクデン崇拝者側の表立った反論としては、
- シュクデンは、怨霊ではなく、ゲルク派の純粋な教義を守る正統な護法尊であり、密教の上師と交わした誓約に基づくものである。
- シュクデンの祈祷文「ルンドルブ・ドマ」は、ダライ・ラマ５世、彼自身によって書かれた。
- ダライラマ14世の先生であった、キャプジェ・ティジャン・リンポチェなどのゲルク派を代表するラマはみなシュクデンを信仰していた。
- ダライ・ラマはただ単に政治的な意図でシュクデン信仰を弾圧しているが、シュクデンを崇拝するのは、信仰の自由として認められるべき権利である。
- シュクデン信奉者は、殺人などの暴力行為などとは一切関わっていない。
- ダライラマは、スイスにおいて、ティジャン・リンポチェの生まれ変わり認定者と会談したときには、『特別にこの修練を許可する』との声明を出しており、シュグデン派に対して大きな矛盾を残す結果となっている。[7]

などの主張が見られる。